# Balón de balonmano

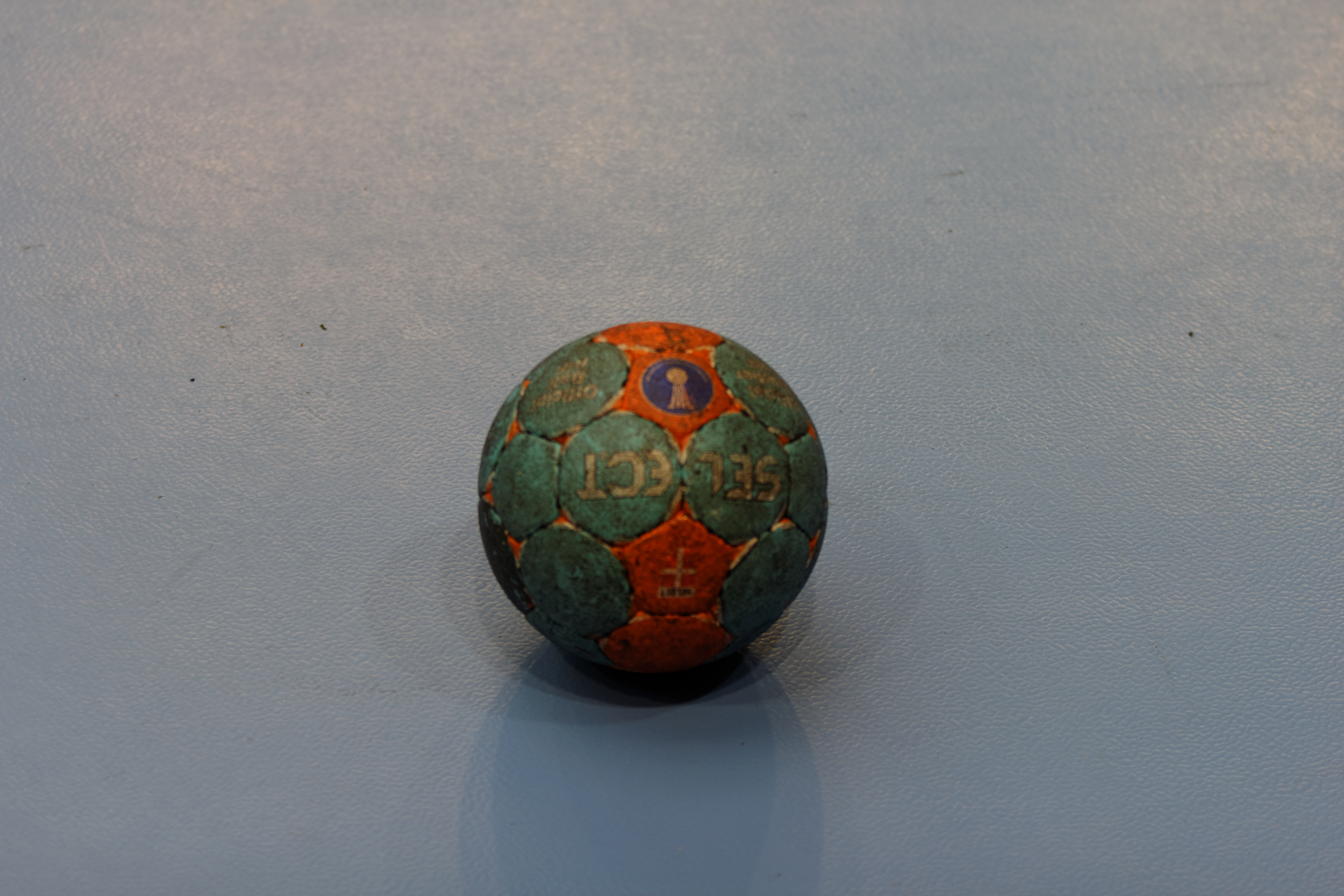
Balón de balonmano.

El balonmano, estandarizado por la Federación Internacional de Balonmano (IHF), consiste en una envoltura esférica hecha de cuero o material sintético. Las características de un balón de balonmano están definidas en el reglamento de balones publicado por la Federación Internacional de Balonmano. El último reglamento se emitió el 1 de julio de 2019

## Especificaciones generales
Los  balones de mano están hechos de cuero o material sintético. Este sobre debe tener forma esférica. El material exterior no puede ser brillante o resbaladizo. Durante su uso, las pelotas de mano deben mantener su peso, forma y capacidad de rebote.
Las pelotas de cuero constan de al menos 32 secciones. Las vejigas están hechas de látex o están hechas de un material similar, de la misma calidad, con una elasticidad de al menos 600%. Los sobres y vejigas de globos sintéticos están permitidos siempre que se reemplacen los sobres de cuero o las vejigas de goma por otros de idéntica calidad.

## Tallas oficiales
Las dimensiones generales de las bolas, es decir, la circunferencia y el peso, se definen para las siguientes categorías de uso diferentes:
• balonmano jugado con resina;
• balonmano jugado sin resina;
• balonmano para principiantes.
• balonmano para profesionales.  

### Balonmano jugado con resina

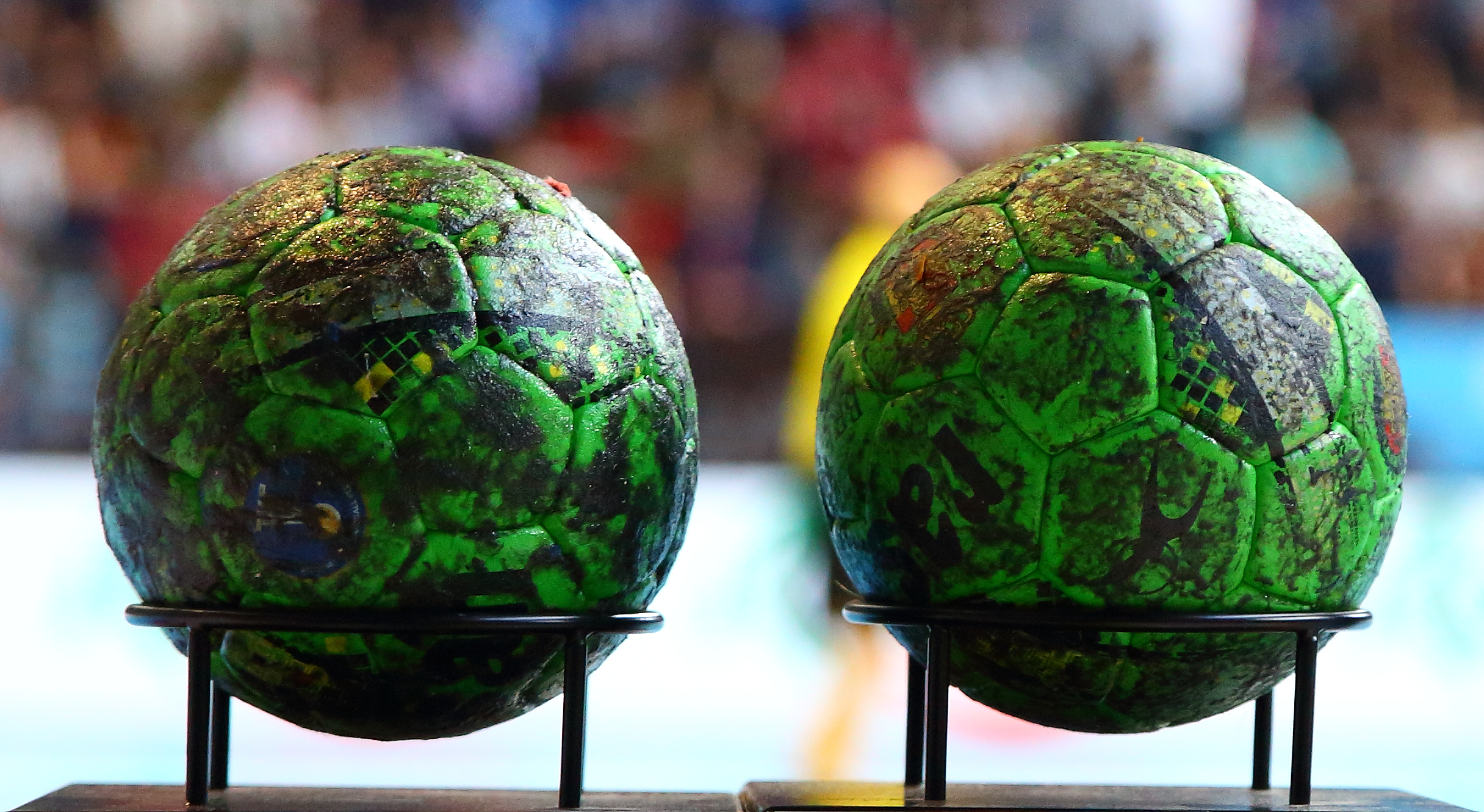
Balón usado con resina

Las dimensiones de los balones son las siguientes para las diferentes categorías de equipos:
• 58 a 60 cm de circunferencia y peso entre 425 y 475 gramos, para hombres y jóvenes de 16 años o más (IHF talla 3);
• 54 a 56 cm de circunferencia para un peso de 325 a 375 gramos, para mujeres y juniors femeninas de 14 años y más, así como juniors masculinos de 12 a 16 años (IHF talla 2);
• De 50 a 52 cm y de 290 a 330 gramos, para juniors femeninos de 8 a 14 años y juniors masculinos de 8 a 12 años (talla IHF 1).

### Balonmano jugado sin resina

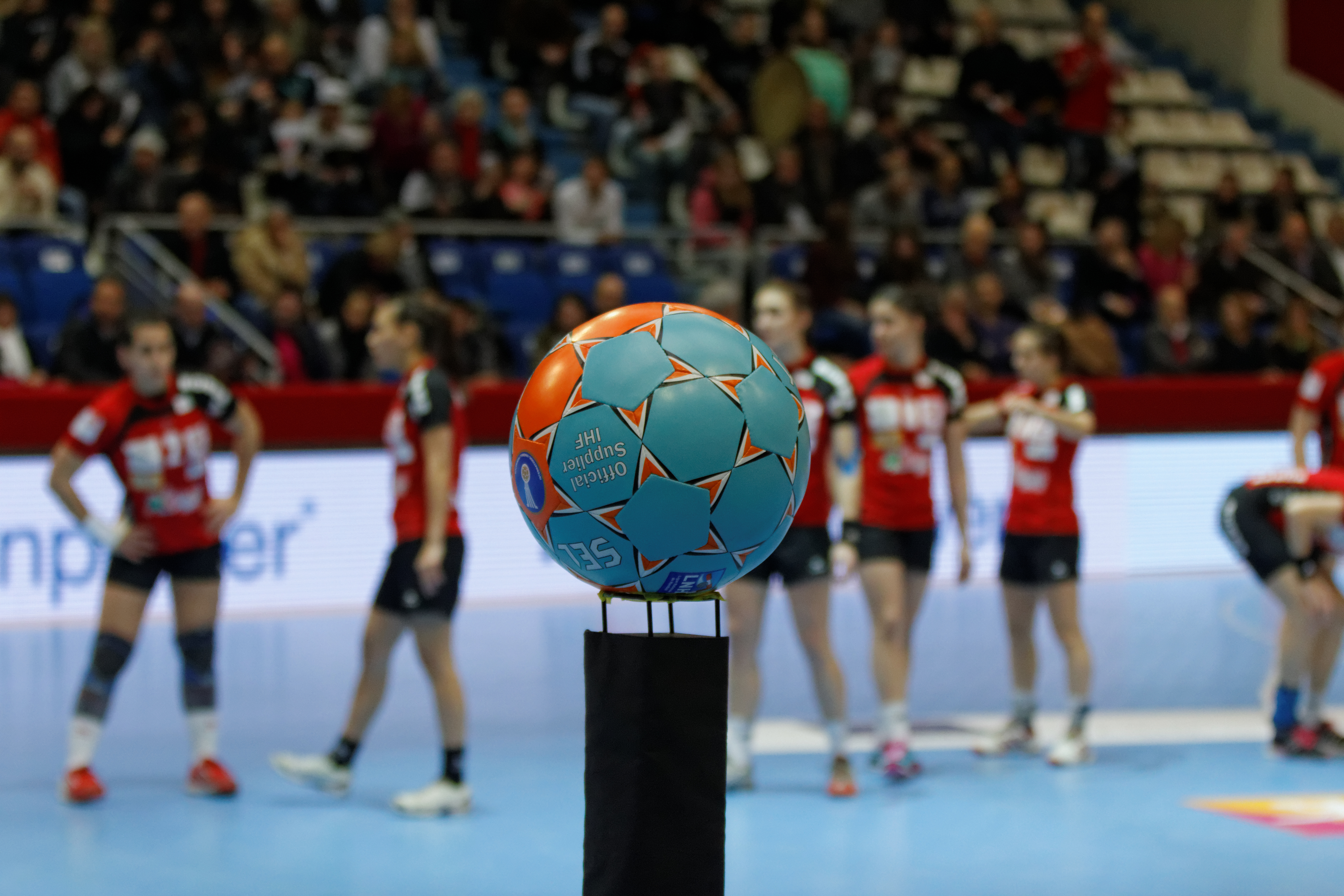
Balón sin resina

Las dimensiones de los balones son las siguientes para las diferentes categorías de equipos:
• 55,5 a 57,5 cm de circunferencia y peso entre 400 y 425 gramos, para hombres y jóvenes a partir de 16 años (IHF talla 3);
• 51,5 a 53,5 cm de circunferencia para un peso de 300 a 325 gramos, para mujeres y juniors femeninas de 14 años en adelante, así como juniors masculinos de 12 a 16 años (IHF talla 2);
• De 49 a 51 cm y de 290 a 315 gramos, para juniors femeninos de 8 a 14 años y juniors masculinos de 8 a 12 años (talla IHF 1).

### Balonmano para principiantes
Las pelotas de balonmano para principiantes pueden tener diferentes tamaños:
• De 46 a 48 cm de circunferencia y con un peso entre 255 y 280 gramos, para niños (menores de 8 años) o para principiantes en diferentes categorías de equipo (IHF talla 0)
• 44 a 46 cm de circunferencia para un peso de 165 a 190 gramos, para niños y otros jugadores principiantes (talla IHF 0);
• 49 a 51 cm y 290 a 315 gramos, para juniors femeninos de 8 a 14 años y juniors masculinos de 8 a 12 años (IHF talla 1);
• 46 a 48 cm y 190 a 225 gramos (pelotas blandas no inflables) para niños y otros jugadores principiantes;
• 46 a 48 cm y 190 a 225 gramos (pelotas de espuma no inflables) para niños y otros principiantes.

## Uso de resina

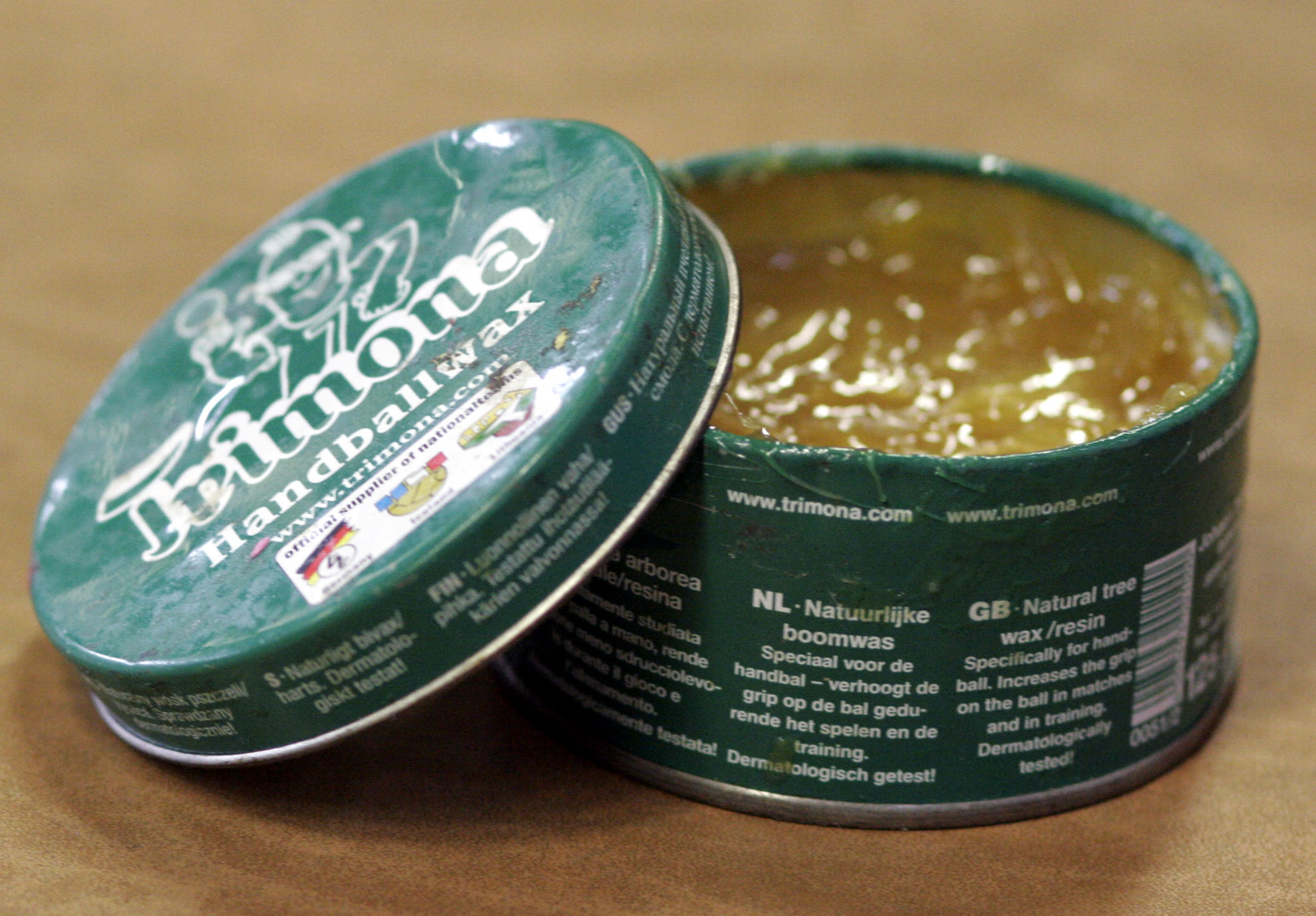
Resina de balonmano.

Muchos jugadores de balonmano aplican resina a la pelota para mejorar el control, la recepción y el control. Esta práctica conduce en particular a un cambio en el color de la superficie de la pelota que rápidamente presenta una superficie pegajosa, salpicada de puntos grises o negros.
El uso de la resina fue introducido por los jugadores de balonmano escandinavos que popularizaron su uso, resina de coníferas, después de la Segunda Guerra Mundial. Su uso se extendió en la década de 1980 con la generalización de las competiciones europeas, durante las cuales los jugadores aprovechaban sus viajes a Escandinavia para abastecerse. Antes de cada partido, los jugadores se untan las manos con este producto, que se encuentra rápidamente en la superficie del balón.
Esta práctica no está exenta de problemas, principalmente porque el producto se deposita en las superficies de las habitaciones, contribuyendo a su deterioro y requiriendo una limpieza más frecuente. Además, la resina de abeto, que podía provocar infecciones si un jugador se lesionaba, ha sido sustituida paulatinamente por productos sintéticos. Actualmente se está investigando para desarrollar balones que se adhieran a las manos sin aditivos.